# Trilogia della frontiera
Trilogia della frontiera (in inglese: The Border Trilogy) è un'opera letteraria di Cormac McCarthy composta da tre romanzi: Cavalli selvaggi, Oltre il confine e Città della pianura.
L'opera è incentrata intorno alle avventure e alle vicende formative di due giovani cowboy, John Grady Cole e Billy Parham, ed è ambientata principalmente lungo il confine tra Texas e Messico.